# Exyra
Exyra is een geslacht van vlinders van de familie Uilen (Noctuidae), uit de onderfamilie Plusiinae.

## Soorten
- E. fax Grote, 1873
- E. ridingsii Riley, 1874
- E. rolandiana Grote, 1877
- E. semicrocea Guenée, 1852